# Denkmalgeschützte Objekte im Okres Považská Bystrica

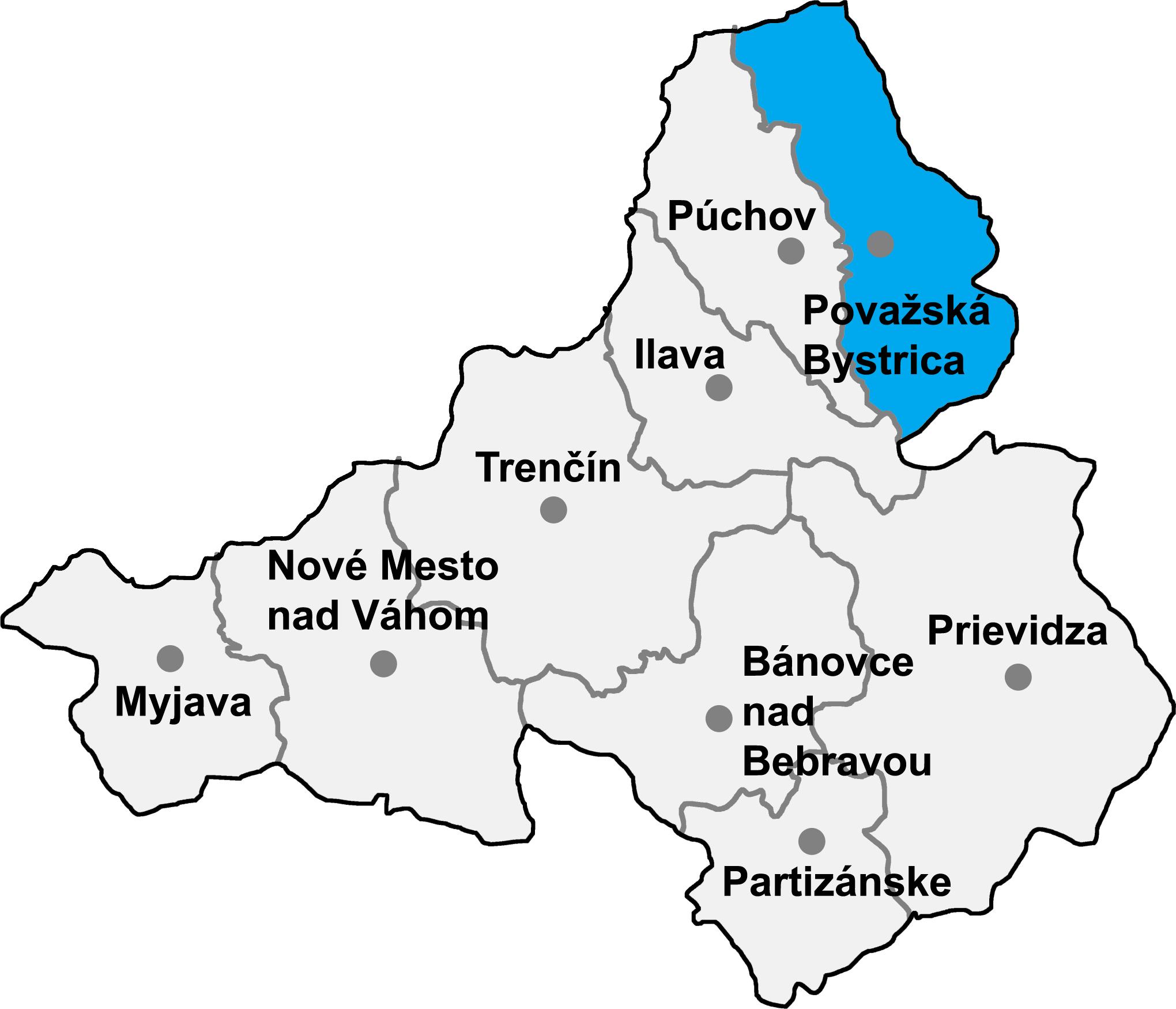

Im Okres Považská Bystrica bestehen 74 denkmalgeschützte Objekte. Die unten angeführte Liste führt zu den Gemeindelisten und gibt die Anzahl der Objekte an. In Gemeinden, die nicht verlinkt sind, existieren keine geschützten Objekte.
| Gemeindeliste                    | Objektanzahl |
| -------------------------------- | ------------ |
| Bodiná                           | 1            |
| Brvnište                         | 0            |
| Čelkova Lehota                   | 0            |
| Dolná Mariková                   | 2            |
| Dolný Lieskov                    | 4            |
| Domaniža                         | 7            |
| Ďurďové                          | 0            |
| Hatné                            | 1            |
| Horná Mariková                   | 0            |
| Horný Lieskov                    | 2            |
| Jasenica                         | 3            |
| Klieština                        | 0            |
| Kostolec                         | 0            |
| Malé Lednice                     | 0            |
| Papradno                         | 3            |
| Plevník-Drienové                 | 1            |
| Počarová                         | 0            |
| Podskalie                        | 1            |
| Považská Bystrica (Waagbistritz) | 28           |
| Prečín                           | 2            |
| Pružina                          | 14           |
| Sádočné                          | 0            |
| Slopná                           | 0            |
| Stupné                           | 0            |
| Sverepec                         | 1            |
| Udiča                            | 3            |
| Vrchteplá                        | 1            |
| Záskalie                         | 0            |